# CipSoft GmbH
Cipsoft GmbH es la empresa desarrolladora del juego Tibia (videojuego) y Tibia ME. Esta empresa dispone de pocos empleados, ya que muchos jugadores de sus juegos se ofrecen para ayudar en el juego a mantener orden: Tutors, Senior Tutors, y antiguamente los Gamemasters. Disponen de servidores localizados en el Reino Unido, Brasil y Estados Unidos.

## Fundación
Su primer producto, Tibia, fue creado en 1997, año en el que los responsables de la actual CipSoft aún no eran una empresa. Fue en 2001, cuando se pusieron más serios y fundaron la actual empresa, con denominación social CipSoft GmbH.
- Datos: Q2740401